# Chamaedoreeae
Die Chamaedoreeae sind eine Tribus der Palmengewächse (Arecaceae). Sie umfasst fünf sehr vielgestaltige Gattungen.

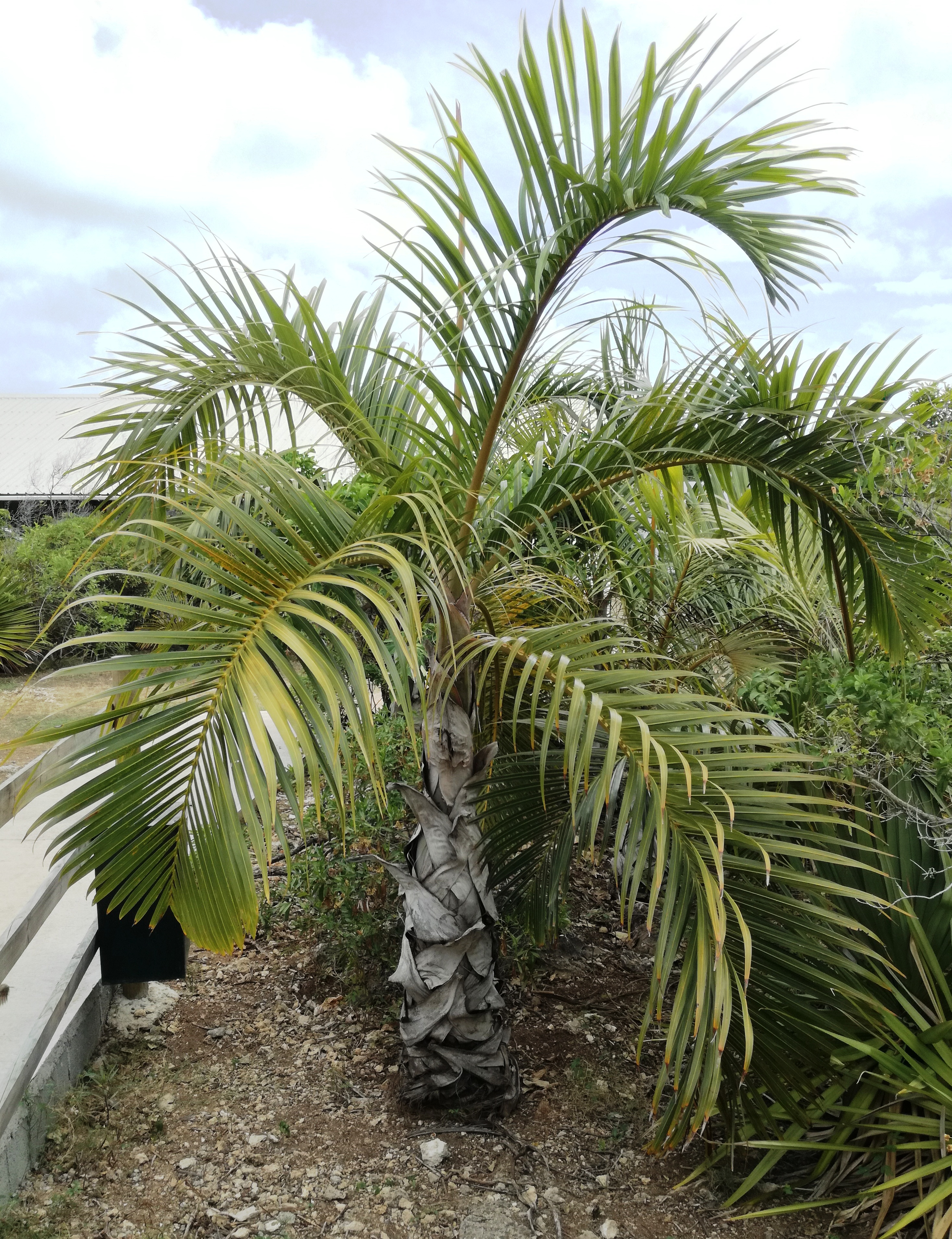
Hyophorbe verschaffeltii

## Merkmale
Die Vertreter der Chamaedoreeae besitzen einen sehr unterschiedlichen Habitus. Zur Tribus gehören stämmige Flaschenpalmen, aber auch sehr kleine Arten, die zu den kleinsten Palmen gehören. Es gibt auch kletternde Vertreter und solche ohne Stamm. Die Blätter sind gefiedert und ungeteilt, die Fiederblättchen sind fast immer zugespitzt, selten ausgefranst. Die Blattscheiden bilden meist einen Kronschaft. Die Palmen sind einhäusig oder zweihäusig getrenntgeschlechtig (monözisch oder diözisch). Die Blüten sind kugelig und stehen einzeln oder in Triaden oder in linearen Wickeln. Der Fruchtknoten besteht aus drei Fächern und enthält drei Samenanlagen. Die Frucht ist fast immer einsamig, die Narbenreste stehen basal.

## Verbreitung
Drei Gattungen sind weit verbreitet von Mexiko bis Peru. Gaussia kommt im nördlichen Zentralamerika und in der Karibik vor, Hyophorbe ist ein Endemit der Maskarenen. 

## Systematik
Die Chamaedoreeae im Sinne von Dransfield et al. (2008) werden in allen Studien als natürliche Verwandtschaftsgruppe (Monophylum) identifiziert. Ihre Stellung innerhalb der Arecoideae ist noch unklar.
Zur Tribus werden fünf Gattungen gezählt, deren Verwandtschaftsverhältnisse zueinander noch nicht geklärt sind:    
- Hyophorbe Gaertn.
- Wendlandiella Dammer
- Synechanthus H.Wendl.
- Bergpalmen (Chamaedorea Willd.)
- Gaussia H.Wendl.

## Belege
- John Dransfield, Natalie W. Uhl, Conny B. Asmussen, William J. Baker, Madeline M. Harley, Carl E. Lewis: Genera Palmarum. The Evolution and Classification of Palms. Zweite Auflage, Royal Botanic Gardens, Kew 2008, ISBN 978-1-84246-182-2, S. 369f.